# Continental Mark III (1958)
Der Continental Mark III war ein Luxusfahrzeug des zur Ford Motor Company gehörenden Automobilherstellers Continental und wurde als Modell der Continental Division vermarktet. Er löste den 1957 eingestellten Continental Mark II ab. Wie dieser war er ein hochpreisiges, aufwendig ausgestattetes Auto. Anders als sein Vorgänger war der Mark III allerdings eng mit dem zeitgleich produzierten Lincoln Premiere verwandt. Die Produktion des Mark III beschränkte sich auf das Modelljahr 1958. Der Mark III wird als Mitglied der sog. Mark Series angesehen.

## Hintergrund

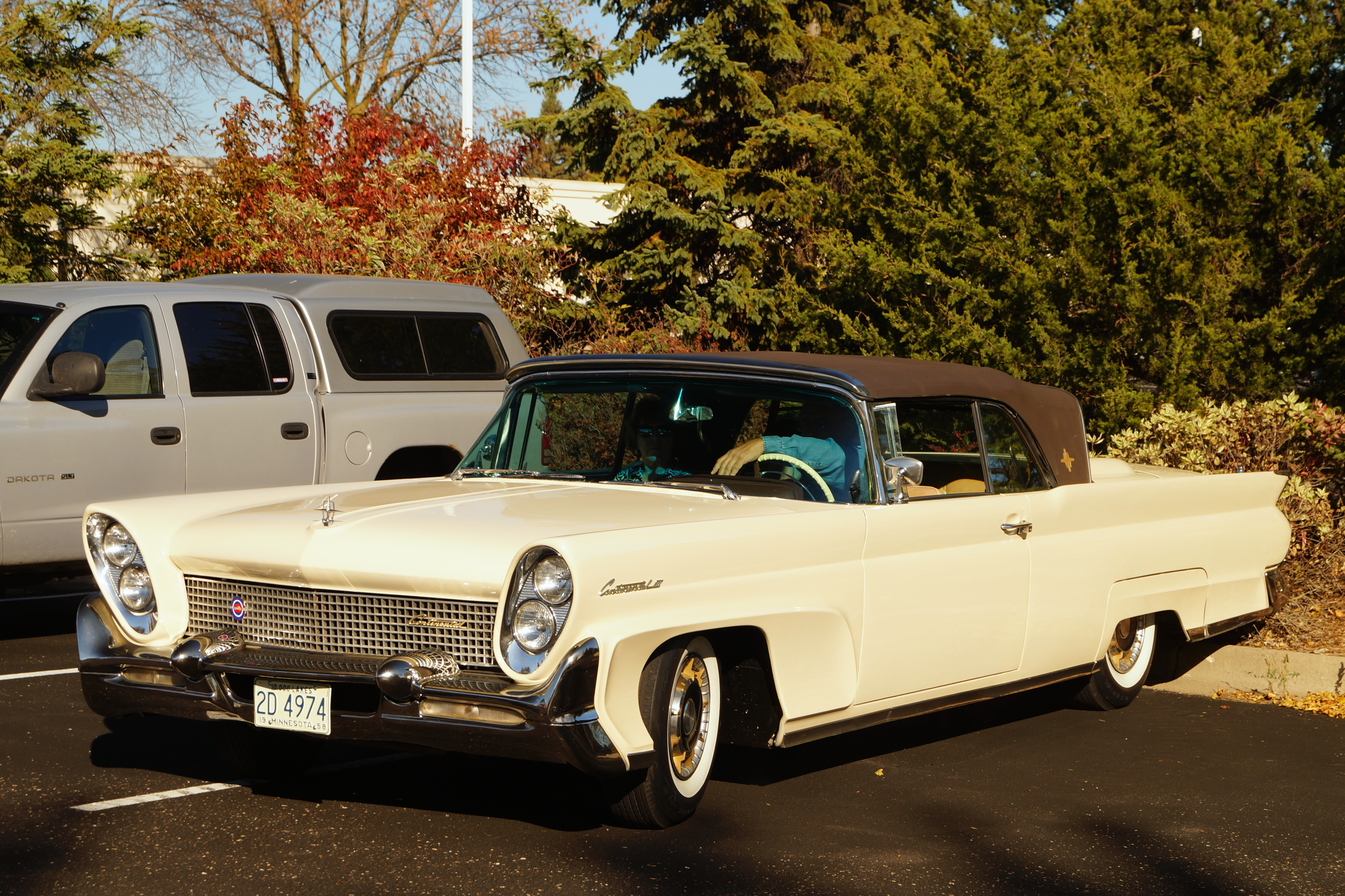
Continental Mark III Cabriolet mit Hardtop

Die Ford Motor Company hatte ab 1956 versucht, mit der Continental Division eine neue Konzernmarke zu etablieren, die noch oberhalb des Luxuswagenherstellers Lincoln positioniert war. Das erste Modell der neuen Tochter, der Continental Mark II, war 1956 das teuerste in Serie produzierte Auto Amerikas. Ford sah den Mark II als Konkurrent zu den exklusivsten europäischen Luxusimporten wie etwa den Fahrzeugen von Rolls-Royce. Ungeachtet eines Kaufpreises von 10.000 Dollar ließ sich der aufwendig konstruierte und in Handarbeit hergestellte Mark II allerdings nicht kostendeckend verkaufen, sodass Ford bei jedem verkauften Fahrzeug etwa 1.000 Dollar verlor. Im Sommer 1957 wurde das Mark-II-Projekt daraufhin eingestellt. Für das neue Modelljahr sah Ford zwar einen Nachfolger – den Mark III – vor; um kostendeckend zu sein, wurde allerdings das Konzept einer eigenständigen Konstruktion aufgegeben. Der Mark III entsprach daher technisch und auch äußerlich im Wesentlichen dem Basismodell der Marke Lincoln, war aber erheblich besser ausgestattet.

## Modellgeschichte
Der Continental Mark III basierte auf dem 1958er Lincoln Premiere. Er wies den gleichen, 3,33 Meter langen Radstand auf und teilte mit ihm die gesamte Konstruktion. Der Aufbau des Continental war – für die 1950er-Jahre ungewöhnlich – selbsttragend ausgelegt. Als Antrieb diente ein 7,0 Liter (430 cubic inches) großer Achtzylindermotor, der 375 SAE-PS leistete und auch in den zeitgenössischen Lincoln-Modellen Verwendung fand.
Die Karosserie des Continental war ebenfalls mit dem Lincoln identisch. Das Design ging maßgeblich auf den Lincoln-Stylisten John Najjar zurück. Sowohl die Lincoln-Modelle als auch der Continental Mark III hatten lange, in eine Wölbung der Kotflügel übergehende Chrom-Stoßstangen vorn, versetzt angeordnete Doppelscheinwerfer, stark profilierte Flanken und spitz zulaufende Heckflossen. Eigenständig war allein die Gestaltung des Heckfensters: Während die Lincoln-Modelle Capri und Premiere jeweils eine hintere Panoramascheibe verwendeten, hatte der Mark III eine nach innen geneigte flache Heckscheibe, die mit einem Elektromotor abgesenkt werden konnte. Dieses Merkmal, das sich sowohl bei der viertürigen Limousine als auch beim zweitürigen Coupé fand, erhielt die Bezeichnung „Breezeway-Window“.
Die Mark-III-Modelle waren wie der Lincoln Premiere als viertürige Limousine (Sedan), als Landau Hardtop Sedan und als zweitüriges Coupé lieferbar. Daneben gab es – anders als beim Premiere – auch eine Cabriolet-Version. Auch das Cabriolet übernahm die nach innen geneigte Linie des hinteren Dachabschlusses. Diese Design-Idee erforderte einen ausgesprochen aufwendigen Verdeckmechanismus. Alle Modelle wurden am Fließband in Lincolns neuem Werk in Wixom hergestellt. Handarbeit, die ein besonderes Merkmal des Mark II gewesen war, gab es nicht mehr.
Die Verkaufspreise des Mark III waren im Vergleich zum Mark II um mehr als 30 Prozent gesunken. Sie lagen zwischen 5.825 Dollar für das zweitürige Coupé und 6.283 Dollar für das Cabriolet. Die Lincoln-Modelle, auf denen der Mark III basierte, waren etwa 1.000 Dollar günstiger; im Vergleich zu den Fahrzeugen von Cadillac waren die Mark III dagegen um etwa 500 Dollar teurer.
1958 produzierte Ford insgesamt 7.174 viertürige Limousinen (Sedans und Landau), 2.328 Coupés und 3.048 Cabriolets. Im gleichen Modelljahr entstanden doppelt so viele Lincoln Capri und Premiere.

## Nachfolger
Zum Modelljahr 1959 wurde der Mark III durch den Continental Mark IV ersetzt, der technisch und stilistisch im Wesentlichen mit dem Mark III identisch war; und für 1960 gab es nach gleichem Prinzip eine Weiterentwicklung: die Mark V.
In 1968 erschien – jetzt unter der Marke Lincoln – wiederum ein Modell mit der Bezeichnung Continental Mark III, für Modelljahr 1969. Es war ein Personal Luxury Car, das als zweitüriges Coupé mit dem Cadillac Eldorado konkurrierte. In technischer Hinsicht war der Mark III von 1968 mit dem gleichnamigen Fahrzeug von 1958 überhaupt nicht verwandt. Im Gegensatz zur damals fortschrittlichen selbsttragenden Karosserie der 1958er Continental-Mark-Reihe wurden die spätere Lincoln Marks auf dem separaten Rahmen des damaligen Ford Thunderbird weiterentwickelt.